# Montmirail (Sarthe)
 Montmirail  es una población y comuna francesa, situada en la región de Países del Loira, departamento de Sarthe, en el distrito de Mamers y cantón de Montmirail (Sarthe).

## Demografía
| 536 | 519 | 451 | 460 | 447 | 462 |
| Para los censos de 1962 a 1999 la población legal corresponde a la población sin duplicidades (Fuente: INSEE [Consultar]) |     |     |     |     |     |